# Джонас Брадърс: Изживей мечтата
Джонас Брадърс: Изживей мечтата (на английски: Jonas Brothers: Living The Dream) е продукция на Дисни, която съдържа освен всекидневният живот на братята Джонас, както и новини около тяхното турне, което е организирано през лятото на 2008 г. В сериала всеки от тримата братя разказва за определена част от живота им както попбанда. Официалната премиера на сериала се състои на 16 май 2008 година.

## Списък с епизоди
- Премиера в България
  - Първи сезон – 28 ноември 2008 г.

| Премиера    | N/о | Оригинално заглавие          |
| ----------- | --- | ---------------------------- |
| Първи сезон |     |                              |
| 28.11.2008  | 01  | To-Do List                   |
| 28.11.2008  | 02  | The Big Game                 |
| 28.11.2008  | 03  | Downtime                     |
| 28.11.2008  | 04  | Our Fans Rock                |
| 28.11.2008  | 05  | Driver's Ed                  |
| 29.11.2008  | 06  | Our Mom And Dad              |
| 29.11.2008  | 07  | Hello Hollywood              |
| 29.11.2008  | 08  | Health Kick                  |
| 29.11.2008  | 09  | We Are Family                |
| 29.11.2008  | 10  | School Rocks                 |
| 07.12.2008  | 11  | Musical Scrapbook            |
| 07.12.2008  | 12  | Nothing's Gonna Slow Me Down |
| 07.12.2008  | 13  | Rock Star In Training        |
| 07.12.2008  | 14  | We're the Boss               |
| 07.12.2008  | 15  | Dream On                     |